# Ложнодождевик
Ложнодождевик, или Склеродерма (лат. Scleroderma) — род грибов-гастеромицетов семейства Ложнодождевиковые.
Длительное время ложные дождевики, как и все представители семейства Sclerodermataceae, относились к порядку Агариковые наряду с настоящими дождевиками. Однако недавние филогенетические исследования позволили с уверенностью отнести грибы семейства Sclerodermataceae к порядку Болетовых.
Наиболее известными представителями рода являются ложнодождевик обыкновенный и ложнодождевик бородавчатый.

## Названия
Родовое название Scleroderma происходит от греч. σκληρός (scleros) — «твёрдый», «жёсткий», и δέρμα (derma) — «кожа».
Русское название: ложный дождевик.

## Описание и экология
Плодовые тела наземные, иногда закладываются как подземные, но позже выходят на поверхность; среднего размера или довольно крупные; округлые, почти шаровидные или клубневидные, изредка с неправильной ложной ножкой, обычно с разветвленными мицелиальными тяжами у основания.
Перидий одно-, реже двухслойный, плотный, кожистый, у молодых грибов — гладкий, у зрелых — обычно чешуйчатый или бородавчатый; желтоватого или буроватого цвета, у молодых грибов — обычно белый; при созревании плодового тела разрывается более или менее широким отверстием, иногда на лопасти, обнажая более тёмную глебу.
Глеба лакунарного типа. У молодых грибов плотная, мясистая, жёсткая, белая; при созревании спор становится тёмноокрашенной (от серой до чёрной с фиолетовым оттенком). На разрезе часто имеет мраморный рисунок, образованный чередованием камер-перидиолей, окрашенных присутствием спор, и более светлых (белых, затем жёлтых) трам между ними. К зрелости образует тёмный споровый порошок. Созревание спор начинается от вершины плодового тела. Споры толстостенные, округлые, шиповатые или сетчатые, бурые. Стерильное основание под глебой отсутствует. Капиллиций отсутствует или рудиментарный.

### Экология
Растут на почве, перегное, песке или гнилой древесине в лесах и лесопосадках, по опушкам, на лугах, по обочинам дорог и тропинок. Образуют эктомикоризу с деревьями и кустарниками.
Все виды несъедобны.

## Сходство с другими грибами
Ложные дождевики обладают некоторым сходством с настоящими дождевиками (родов Calvatia, Lycoperdon и т. д.), отличаясь, однако, плотной, кожистой (у зрелых грибов) оболочкой и споровой массой, которая рано меняет цвет, оставаясь при этом плотной. У настоящих дождевиков оболочка, как правило, тонкая, а споровая масса при созревании спор становится мягкой. Помимо этих признаков, ложные дождевики лишены капиллиция и стерильного основания; на перидии отсутствуют шипики, характерные для многих настоящих дождевиков.
То обстоятельство, что ложные дождевики до момента созревания часто погружены в землю, иногда позволяет принимать их за трюфели и ложные трюфели, однако у ложных дождевиков более толстая, плотная оболочка, а мякоть с возрастом превращается в споровый порошок. У оленьих трюфелей (Elaphomyces) оболочка толстая, мякоть при созревании превращается в чёрно-бурый споровый порошок, но их плодовые тела глубже погружены в почву, а споры развиваются в асках.

## Список видов
В роде порядка 150 видов, в основном космополитов; однако в основной монографии по роду Scleroderma 1970 г. перечислен всего 21 полиморфный вид. Виды различаются между собой преимущественно микроскопическими признаками (видом и размерами спор).
В России встречается около 7 видов, включая ложнодождевик обыкновенный, ложнодождевик бородавчатый, реже ложнодождевик звёздчатый, ложнодождевик луковичный, ложнодождевик порховковый, ложнодождевик пятнистый, ложнодождевик деликатесновидный.